# Lauge Koch
Lauge Koch (Kalundborg, 5 de juliol de 1892 – Copenhaguen, 5 de juny de 1964) va ser un geòleg i explorador danès.
El 1913, Koch va acompanyar l'explorador i meteoròleg Alfred Wegener a una de les seves expedicions a Groenlàndia. També va acompanyar a Knud Rasmussen en el seu viatge a Thule entre 1916 i 1918, servint com geòleg i ocasionalment com cartògraf.
A causa dels seus èxits científics, Koch va rebre doctorats honoraris per part de la Universitat de Basilea i la Universitat McGill.
Un mineral, la kochita, rep el nom en honor seu.